# Rolls-Royce Trent 1000

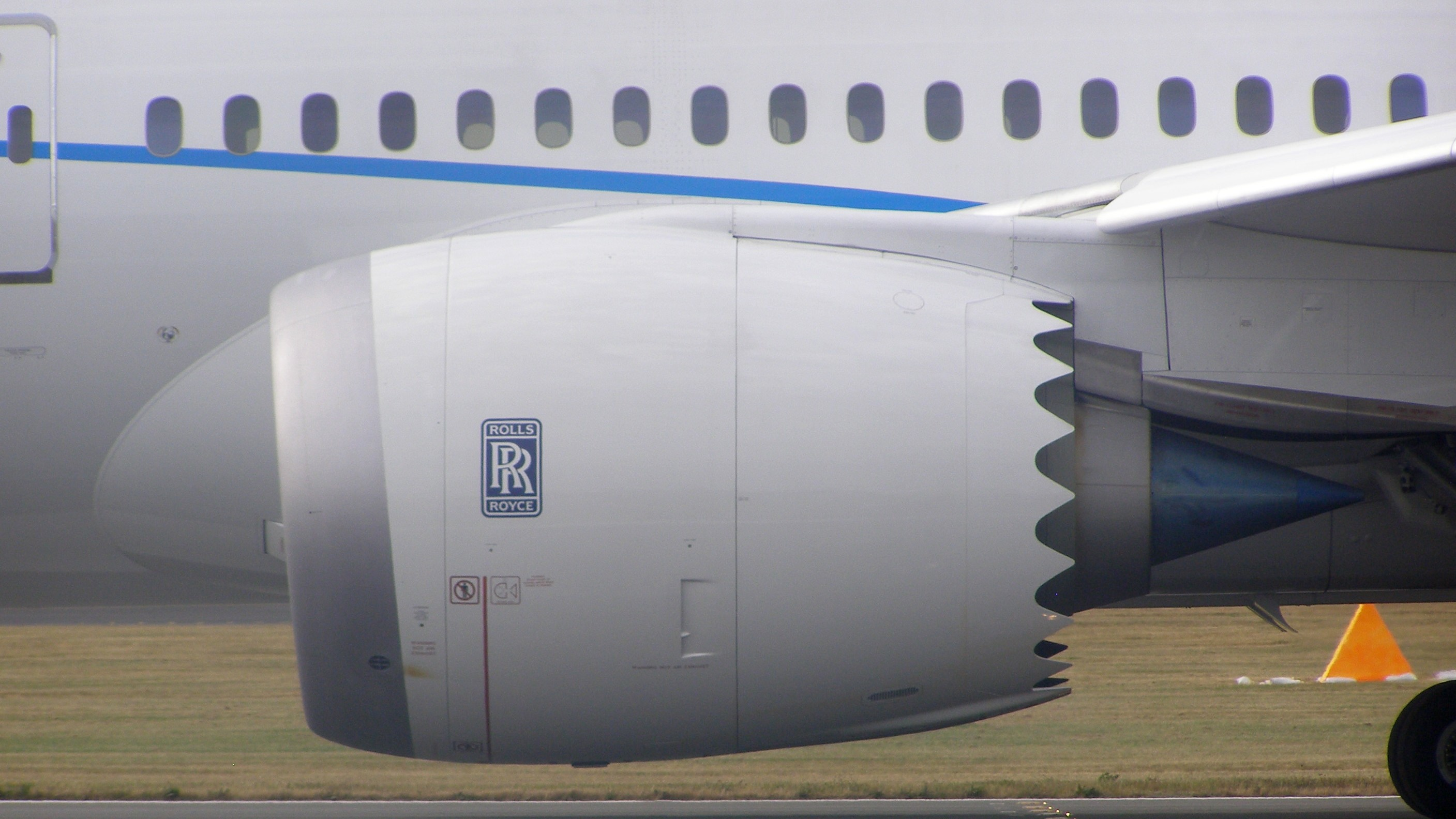
Perfil do Rolls-Royce Trent 1000

O Rolls-Royce Trent 1000 é um motor turbofan, desenvolvido a partir de motores anteriores da série Trent. O Trent 1000 equipou o Boeing 787 Dreamliner em seu voo inaugural, e em seu primeiro voo comercial.